# Polypogon tentaculalis
Polypogon tentaculalis là một loài bướm đêm trong họ Noctuidae.